# Сары-Елга
Сары-Елга (баш. Һарыйылға) — деревня в Стерлибашевском районе Башкортостана, входит в состав Халикеевского сельсовета.

## Рельеф
Рельеф д. Сары Елга характеризуется большой расчленённостью и сложностью форм. Уклоны местности на пашне от 1 до 5 градусов, реже встречаются участки с уклонами до 7 градусов. В основном территория района пригодна для механизированной обработки полей и уборки урожая с применением сложных сельскохозяйственных машин и орудий.

## Климат
Климат умеренно континентальный с недостаточным увлажнением, часто повторяющимися суховеями и чёрными бурями. Основное количество осадков приходится на осенние и зимние месяцы. Сильная засуха ежегодно повторяется в мае-июне месяцах.
Преобладающими ветрами являются южные и юго-западные, иногда переходящие в штормовые. Зима суровая, малоснежная. Снежный покров на 1 января обычно 15—30 см.
Природные условия района обуславливают проявление водной и ветровой и эрозии почв.
Среднегодовое количество осадков — от 400 до 500 мм, сумма осадков за период с температурой выше 10 градусов равняется 201—250 мм. Продолжительность безморозного периода — 111—115 дней в году.

## Почвы и естественная растительность
Почвенный покров района представлен в основном почвами чернозёмного типа.
Коренная растительность заняты в основном дубовыми лесами, липой, менее осина и березой. Сочетающимися с обыкновенно ковыльными и типчаковыми степями. По склонам сохранились петрофитные варианты степей и заросли степных кустарников. По склонам реки, протекающей по деревне и окрестностям, встречаются деградированные варианты каменистых степей с довольно с высоким флористическим богатством.
В окрестностях водятся: лось, кабан, косуля, заяц-беляк, заяц-русак, лисица, барсук, бобр, ондатра, тетерев, представители семейства утиные. Часть из выше перечисленных видов в настоящее время находятся под охраной на охраняемых природных территориях РБ.

## Население
| 2002 | 2009 | 2010 |
| ---- | ---- | ---- |
| 22   | ↘9   | ↘6   |

Согласно переписи 2002 года, преобладающая национальность — татары (91 %).

## Географическое положение
Расстояние до:
- районного центра (Стерлибашево): 12 км,
- центра сельсовета (Халикеево): 3 км,
- ближайшей ж/д станции (Стерлитамак): 70 км.